# アーロン・タカハシ
アーロン・タカハシ（Aaron Takahashi）は、アメリカ合衆国の俳優、コメディアン、脚本家である。

## 来歴
南カリフォルニア大学を卒業後、アジア系俳優で結成された劇団「イースト・ウェスト・プレイヤーズ」で演技を学んだ。その後、コメディアンとしての才能を開花させた一方で、教員としての顔も持つ。2002年にジャスティン・リン監督の「Better Luck Tomorrow」で映画デビュー。2005年にはチャン・ツィイー、渡辺謙、役所広司らが出演した「SAYURI」へも出演した。
2008年にジム・キャリー主演の「イエスマン “YES”は人生のパスワード」で、キャリー演じる銀行マンに助けられるアジア系男性を演じたあたりから認知され始め、近年ではコメディ映画などで活躍している。

## 出演作品

### 映画
- Better Luck Tomorrow (2002)
- SAYURI Memoirs of a Geisha (2005)
- Only the Brave (2006)
- Reno 911!: Miami (2007)
- 燃えよ!ピンポン Balls of Fury (2007)
- Ku Klux Kornea (2007)
- Robert Hearts Miss Ing (2008)
- イエスマン “YES”は人生のパスワード Yes Man (2008)
- Why Am I Doing This? (2009)
- Starting from Scratch (2013)
- サバイバル・ソルジャー Welcome to the Jungle (2013)
- The Grounds (2014)
- Awesome Asian Bad Guys (2014)
- ベストマン -シャイな花婿と壮大なる悪夢の2週間- The Wedding Ringer (2015)

### テレビドラマ / 番組
- Asia Street Comedy (2004- 2005)
- Reno 911! (2007 - 2008)
- Whacked (2010)
- Traffic Light (2011)
- Mr. Sunshine (2011)
- コミ・カレ!! Community (2011)
- メンタリスト The Mentalist (2012)
- Ben and Kate (2012 - 2013)
- Sullivan & Son (2013)
- ビッグバン★セオリー/ギークなボクらの恋愛法則 The Big Bang Theory (2013)
- The Millers (2014)
- Dog Park (2014)
- Sin City Saints (2015)
- MR. ROBOT/ミスター・ロボット Mr. Robot (2015)

### ビデオゲーム
- Slumber Party Slaughterhouse: The Game (2008)